# 1566 Ícaro
O 1566 Ícaro é um asteroide Apolo descoberto em 1949 por Walter Baade (uma sub-classe de Objetos Próximos da Terra) que tem a característica atípica de seu periélio ser mais próximo ao Sol do que o de Mercúrio. Foi nomeado em homenagem a Ícaro da mitologia grega, que voou próximo ao Sol na tentativa de fugir da ilha de Creta.
Ícaro faz uma aproximação da Terra em intervalos de 9, 19, ou 38 anos mas raramente se aproxima mais de 6.4 Gm (dezesseis vezes a distância da Lua), conforme fez em 14 de junho de 1968. Houve uma aproximação em 1996 com 15.1 Gm de distância, quase quarenta vezes a distância da Lua. A última aproximação ocorreu em 16 de junho de 2015 com 8.1 Gm.
Na primavera de 1967, o professor Paul Sandorff do MIT deu os seus estudantes da classe de sistemas de engenharia a tarefa de elaborar um plano para destruir Ícaro no caso dele estar em rota de colisão com a Terra. Este plano é conhecido como Projeto Icarus. A revista Time publicou o artigo em junho de 1967 e no ano seguinte os estudantes publicaram um livro sobre o assunto. Este livro foi a base e inspiração para o filme de ficção científica Meteoro de 1979.